# Dżonka

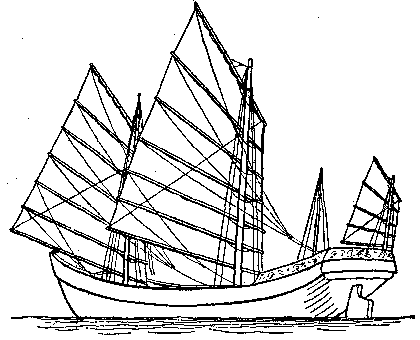
Dżonka

Dżonka (ang. junk od port. junco z jawaj. jong) – dalekowschodni niewielki statek drewniany bez stępki, przeważnie 1-, 2- lub 3-masztowy, o charakterystycznych wielokątnych żaglach przypominających wachlarz, plecionych z włókien roślinnych, zaopatrzonych w liczne, poziome usztywniające listwy, biegnące promieniście w poprzek całego żagla. Wykorzystywany w transporcie rzecznym i przybrzeżnym, w rybołówstwie, a często także jednocześnie jako miejsce zamieszkania całej rodziny. Około 1980 roku w samym tylko Hongkongu blisko 100 tys. osób mieszkało stale na dżonkach. Nośność największych dżonek (pięciomasztowych) sięga około 600 ton. Obecnie pływające dżonki niewiele różnią się od tych sprzed kilku wieków. Jednostka charakterystyczna dla wybrzeży całej wschodniej Azji od Japonii po Filipiny (bez Rosji).
W 2010 roku technologia budowy przegród wodoszczelnych dżonek chińskich została wpisana na Listę niematerialnego dziedzictwa kulturowego wymagającego pilnej ochrony prowadzoną przez UNESCO.

## Niektóre typy dżonek
- Paizi (排子) – używana na rzece Han Shui w Chinach do lat 40. XX wieku. Miała 10 grodzi i ster o zrównoważonym piórze[3].
- Mayangzi (麻秧子) – używana na rzece Yuan Jiang oraz Jangcy (w rejonie Trzech Przełomów). Napędzana dwoma żaglami. Typ ten był przystosowany do holowania przez wbudowanie w kadłub specjalnych belek, o które zaczepiano liny holownicze[4].
- Lü Meimao (綠眉毛; Zielona brew) – charakterystyczna dla okolic Ningbo. Nazwa pochodzi od tradycyjnego zdobienia: Na dziobie malowano „magiczne oczy” nad którymi znajdowały się zielone paski[5].
- Dżonka z krzywą rufą – konstrukcja rozwinięta do użytku na rzekach o szybkim nurcie i dużej liczbie przeszkód. Dzięki charakterystycznej budowie rufy można było używać dwóch wioseł sterowych, z których jedno było bardzo długie i mogło osiągać do 18 metrów[6].